# Gare de Lyon-Perrache
Pour les articles homonymes, voir Gare de Lyon et Perrache.
La gare de Lyon-Perrache est une gare ferroviaire française établie dans la ville de Lyon, chef-lieu de la métropole de Lyon, en région Auvergne-Rhône-Alpes. Elle est située dans le quartier de Perrache, entre le confluent et le reste de la presqu'île de Lyon.
La gare ferroviaire fut construite à partir de 1855 d'après les plans de l'architecte François-Alexis Cendrier pour le compte de la Compagnie du chemin de fer de Paris à Lyon et fut inaugurée le 2 juin 1857.
La gare est située au Sud du centre d'échanges de Perrache, qui regroupe différents moyens de transports que sont : le métro, le tramway et les autobus, elle est située au-dessus du boulevard urbain de liaison de l'A6 - aujourd'hui déclassée sur le territoire métropolitain lyonnais, à partir du tunnel de Fourvière à l'A7.

## Situation ferroviaire
Établie à 174 mètres d'altitude, la gare de bifurcation de Lyon-Perrache est située au point kilométrique (PK) 510,915 de la ligne de Paris-Lyon à Marseille-Saint-Charles, entre les gares de Lyon-Vaise - s'intercalent, depuis cette dernière, le tunnel de Saint-Irénée et le viaduc de la Quarantaine et de Lyon-Jean-Macé.
Elle est également l'aboutissement, au PK 558,750, de la ligne de Moret - Veneux-les-Sablons à Lyon-Perrache, après la gare d'Oullins ; l'origine, au PK 0,000, de ligne de Lyon-Perrache à Marseille-Saint-Charles (via Grenoble), avant la gare de Vénissieux ; l'origine, au PK 0,000, de la ligne de Lyon-Perrache à Genève, avant la gare de Lyon-Part-Dieu.
C'est un élément essentiel du nœud ferroviaire lyonnais.

## Histoire

### Gare PLM (1856-1937)

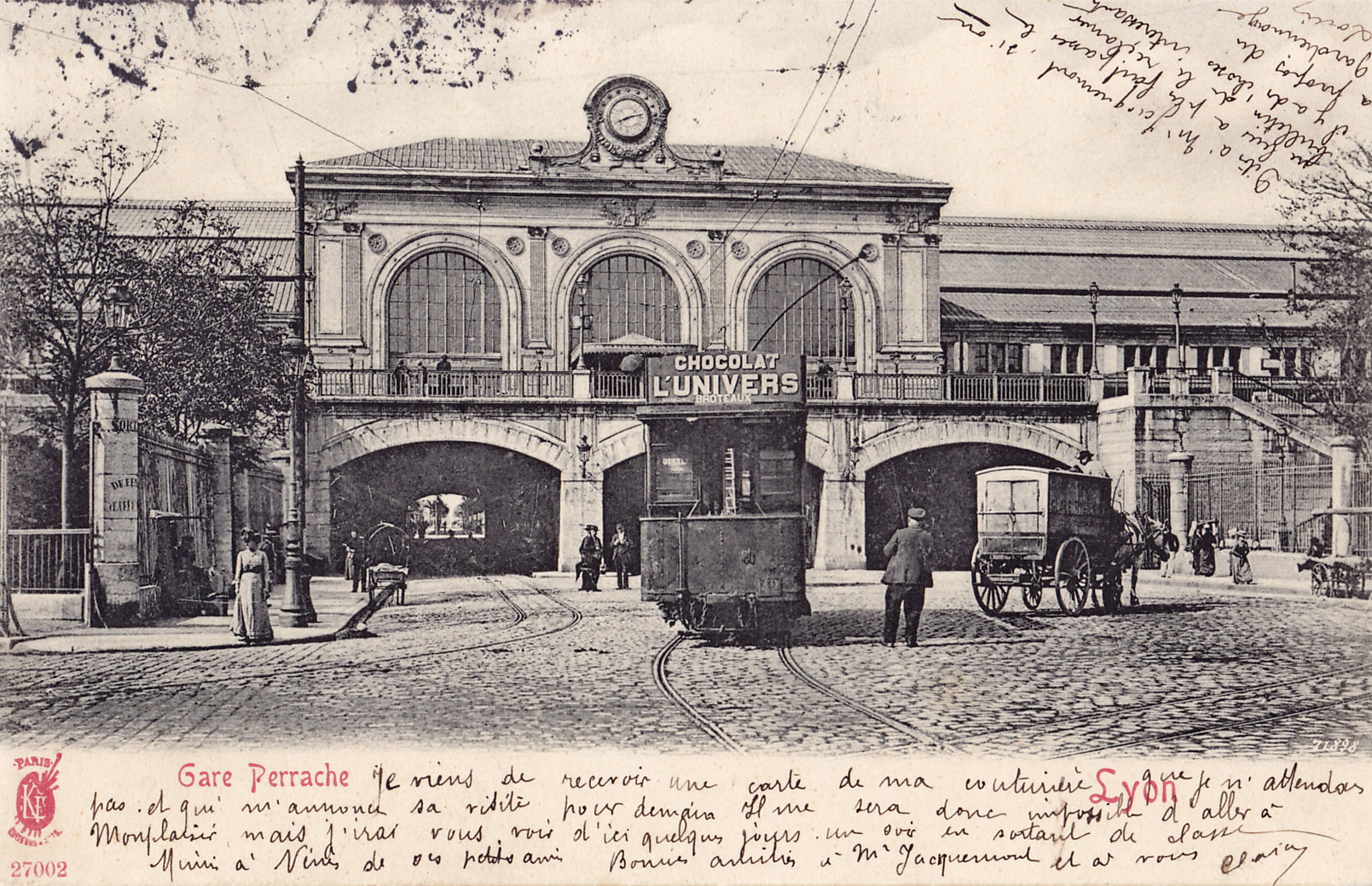
Façade de la gare, vers 1903.
Les voûtes servaient déjà à faire passer les anciens tramways de l'OTL.

Une décision ministérielle du 12 novembre 1845 fixe la nouvelle gare centrale de Lyon à Perrache, malgré sa situation exiguë, de préférence à un site sur la rive gauche du Rhône. Il faudra cependant attendre 10 ans avant la mise en œuvre du projet. En attendant, les trois compagnies ferroviaires desservant Lyon, établissent chacune leur propre terminus: la Société du chemin de fer de Paris à Lyon par le Bourbonnais (ligne de Saint-Étienne) à la gare du Bourbonnais, la Compagnie du chemin de fer de Paris à Lyon (PL) à la gare de Vaise, et la Compagnie du chemin de fer de Lyon à la Méditerranée à la gare de La Guillotière.
Après 18 mois de travaux dirigés par François-Alexis Cendrier, l'architecte de la compagnie du chemin de fer de Paris à Lyon, la gare de Perrache est mise en service le 10 novembre 1856, lorsque cette compagnie prolonge sa ligne depuis la gare de Vaise à travers un tunnel long de 1 800 mètres percé sous la colline. Cette même année est réalisé le lien avec la gare de La Guillotière, origine de la ligne de Lyon à Marseille, par un pont au-dessus du Rhône. Finalement, la ligne de Saint-Étienne à Lyon est prolongée depuis la gare du Bourbonnais jusqu'à la nouvelle gare centrale. Le corridor ferroviaire de Perrache est situé dans un axe Est-Ouest, assez complexe, en hauteur au-dessus du niveau du sol ; le passage entre la place Carnot au Nord et le secteur industriel au Sud est assuré par trois passages voûtés situées sous le bâtiment voyageurs.
L'inauguration de la gare a lieu début juin 1857. Entre-temps, les trois compagnies utilisant la gare avaient convenu de leur fusion au sein de la Compagnie des chemins de fer de Paris à Lyon et à la Méditerranée (PLM).
Le 1er juillet 1856, la ligne entre Lyon et Bourgoin est mise en service par le PLM. En 1859, la ligne de Lyon-Perrache à Genève est raccordée à Perrache depuis la gare des Brotteaux.
Le trafic s'intensifie et la gare est rapidement devenue exiguë. Dès 1863, plusieurs projets d'agrandissement du plateau des voies et de modifications du bâtiment voyageurs sont proposés. Un de ces projets est réalisé en 1890 ; une nouvelle halle métallique de 25 m de portée - la halle Saint-Étienne - est construite pour les abriter. Deux souterrains sont construits en sous-œuvre pour accéder aux différents quais au Nord et au Sud de la gare.
En 1905, une grande cheminée est construite à la gare de Lyon-Perrache, sur les plans de Raoul Michelet, directeur d'exploitation des chemins de fer de Lyon. En 1906, la compagnie PLM ouvre l'actuel Hôtel Terminus.
Le bâtiment voyageurs est de nouveau agrandi à plusieurs reprises (1913, 1921, 1922, 1926). En 1928 et 1929, pour dégager de la place sur les quais, les halles sont reprises en sous-œuvre et posées sur des piles métalliques communes. La construction d'un remblai en encorbellement sur la rue Dugas-Montbel, permet d'aménager la place pour trois nouvelles voies et un cinquième quai.

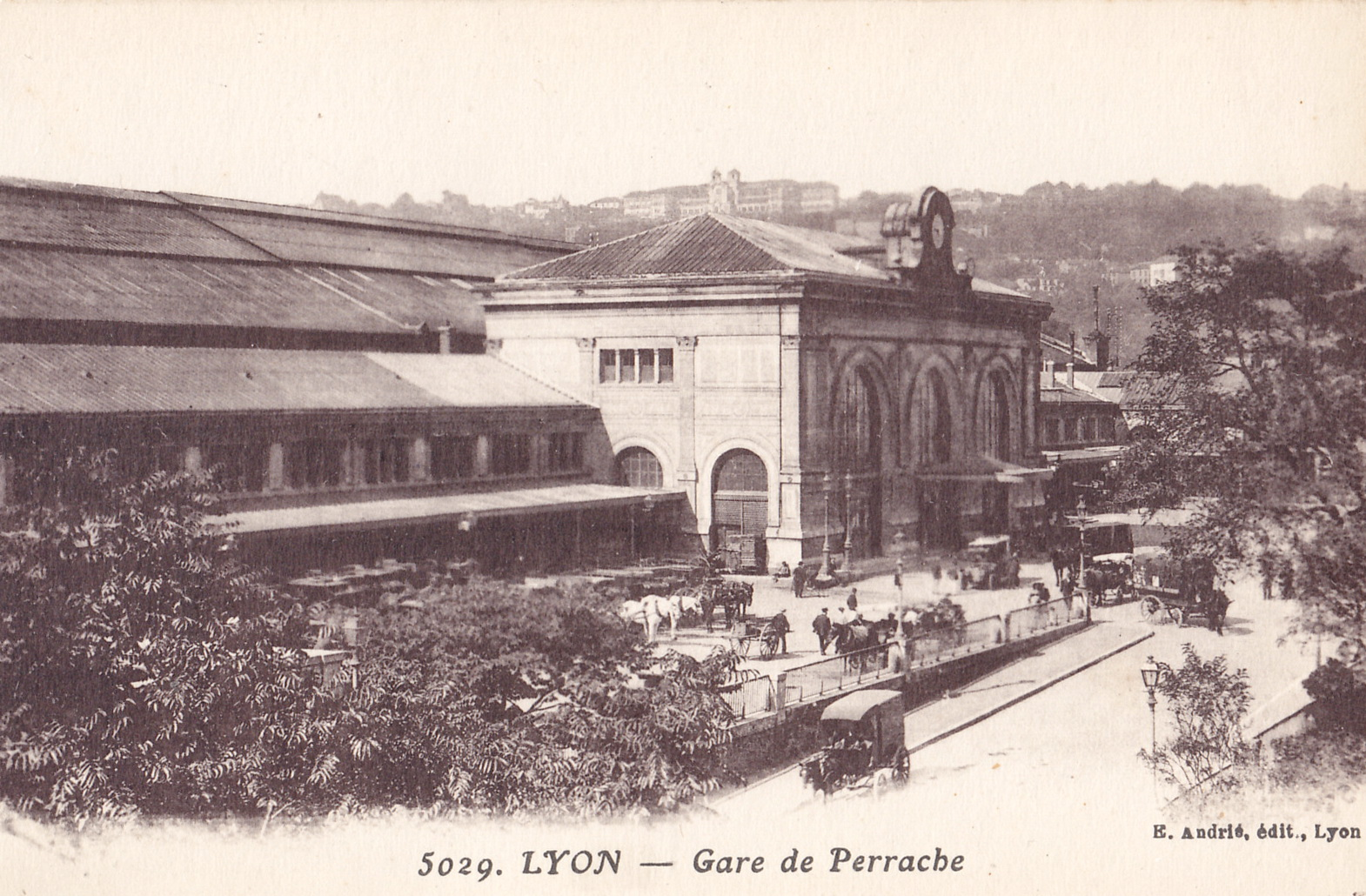
Façade principale de la gare, au début du XXe siècle.
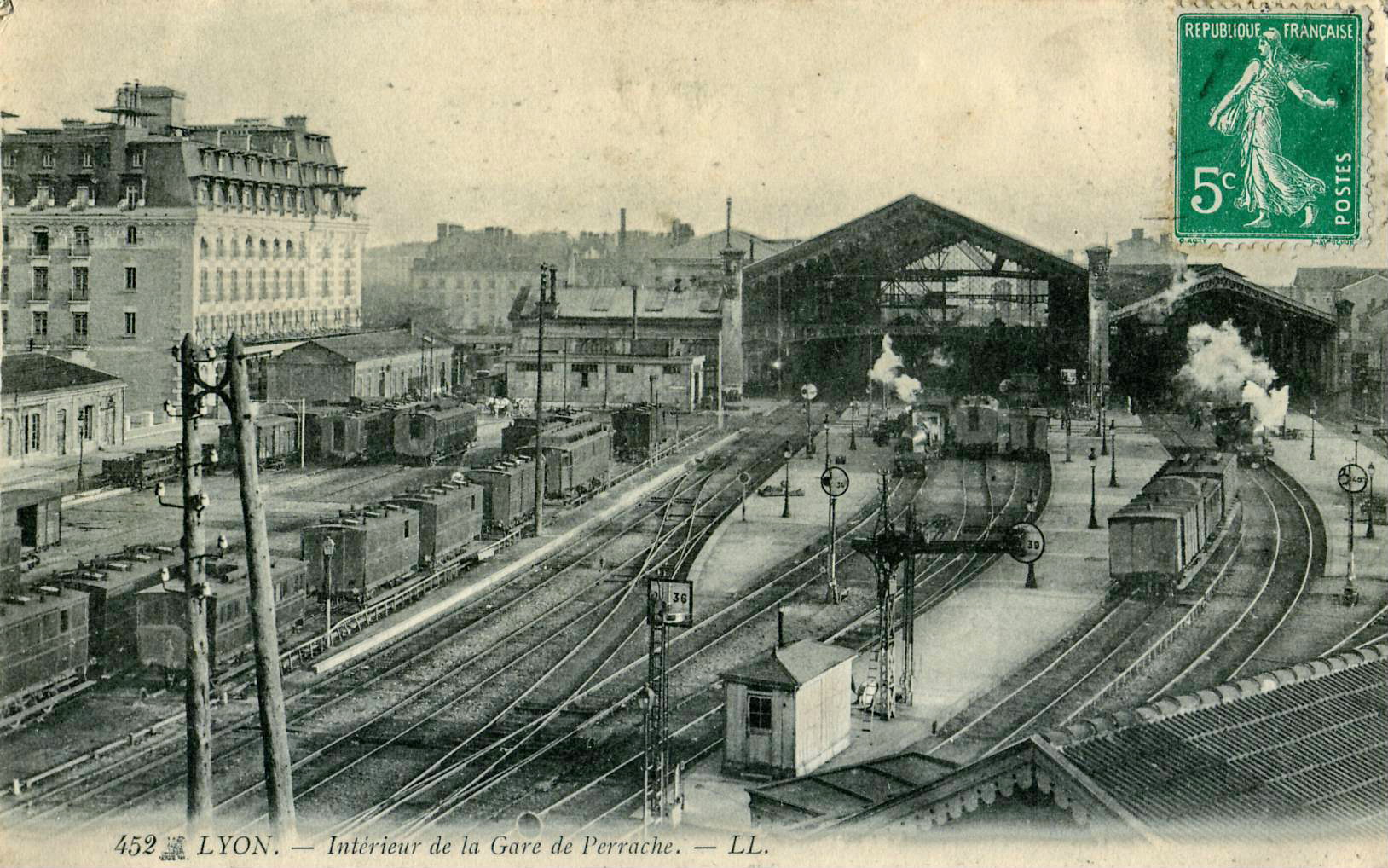
Faisceau des voies, avant la Première Guerre mondiale.
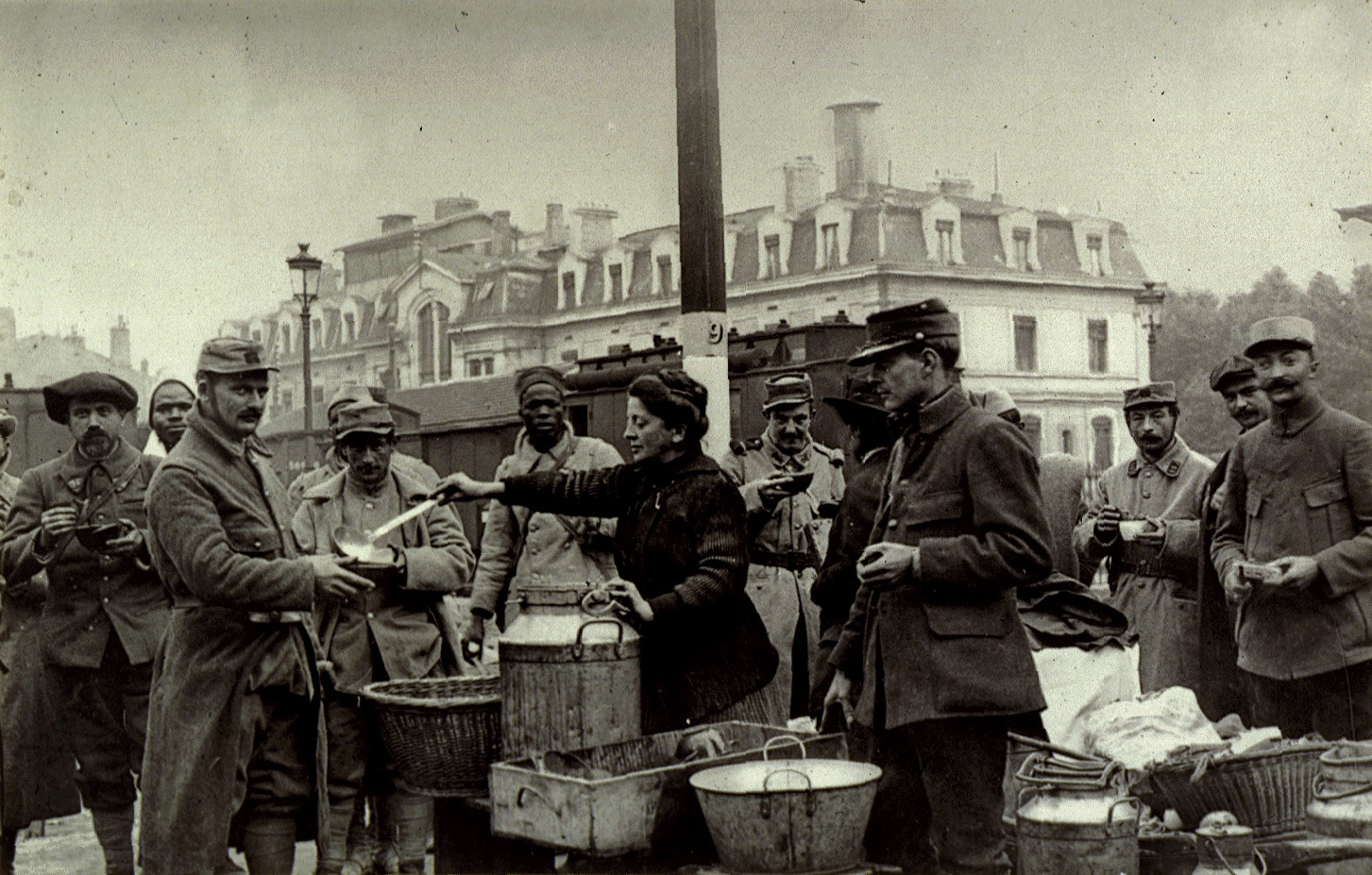
La buvette de la mère Bizolon, fréquentée par des soldats pendant la guerre 1914 et 1918.

### Gare SNCF (depuis 1938)
En 1944, le viaduc de Perrache est endommagé par un bombardement des alliés au mois de mai et dynamité par les Allemands en septembre. Dans les premiers jours de la Libération, les Américains remblaient et réparent les voies restées en place pour faire passer les convois lourds ; les véhicules montent sur le pont par des rampes installées dans la gare de Perrache,.
Dans les années 1970, la gare est reliée au centre d'échanges de Perrache. En 1980-1981, la passerelle du centre d'échanges est allongée et passe désormais au travers du bâtiment voyageurs de 1856 pour déboucher sur le cours Charlemagne.
La gare ferroviaire de la Société nationale des chemins de fer français (SNCF) de Lyon-Perrache est, avec les gares de Lyon-Part-Dieu et de Lyon-Saint-Exupéry TGV, l'une des trois principales gares de voyageurs de l'agglomération de Lyon. Depuis la mise en service du TGV Paris – Lyon en 1981, elle occupe un rôle secondaire : la gare des Brotteaux puis, en 1983, la gare de la Part-Dieu deviennent les points de correspondances entre le TGV et les autres trains, alors que celle de Perrache n'en est que le terminus, ainsi que celui d'autres trains (grandes lignes et régionaux).
Plus de 320 départs de trains par jour sont comptabilisés ainsi que 25 000 voyageurs. La gare est le terminus de TGV origine/destination Lyon (surtout vers ou depuis Paris, mais aussi Nantes et Rennes).
La gare assure une importante desserte régionale (TER Auvergne-Rhône-Alpes), sur l'étoile lyonnaise : au nord, vers Villefranche et Mâcon, Bourg-en-Bresse, au sud, vers Saint-Étienne, Bourgoin-Jallieu et Vienne, à l'ouest vers Roanne et à l'est vers Ambérieu, Genève, Évian-les-Bains et les destinations des Alpes.
En 2000, de nouvelles voies et de nouveaux quais sont créés pour pallier le problème de rebroussement des trains de Saint-Étienne. Une passerelle en porte-à-faux sur la rue Dugas-Montbel permet de relier les nouveaux quais à la passerelle du centre d'échanges.
Depuis le 17 décembre 2012, la SNCF a mis en place une nouvelle plate-forme de correspondance (hub) à proximité de la gare de Lyon-Perrache, avec des relations par autocars vers Paris, Londres, Turin et Milan. Il s'agit désormais du réseau BlaBlaCar Bus (ex-Ouibus, antérieurement iDBUS).
Le 26 janvier 2025, un mémorial de la Shoah est inauguré à proximité de cette gare, d'où les convois de déportés sont partis vers les camps de concentration. Les rails nécessaires à la réalisation de l'ouvrage ont été donnés par la SNCF.

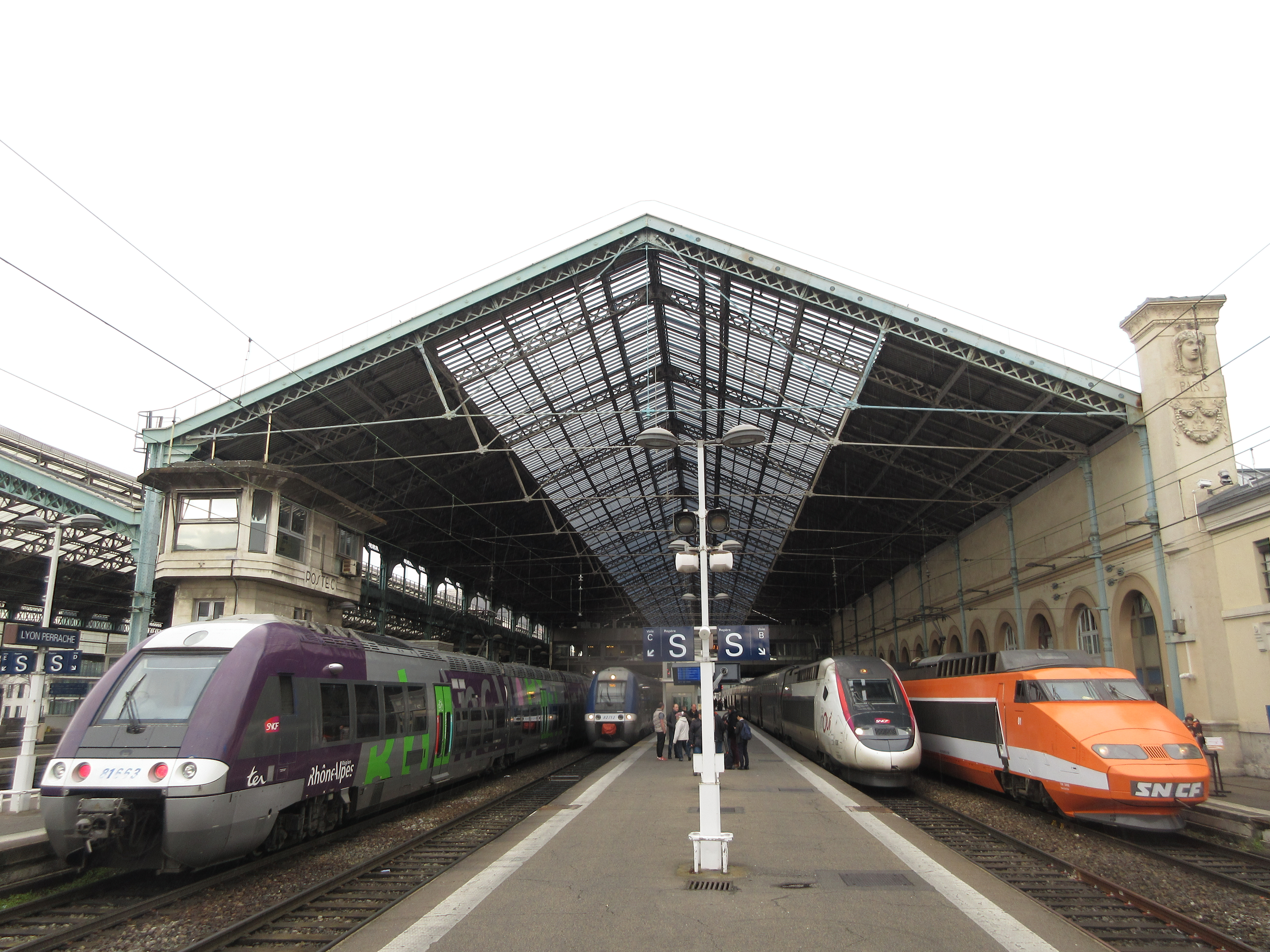
TER et TGV en gare.
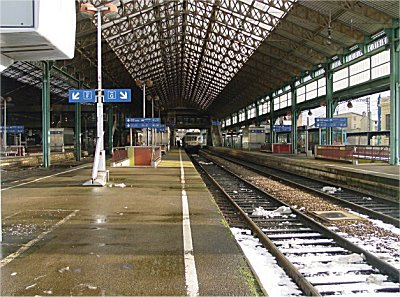
Halle et quais en hiver.

## Fréquentation
Selon les estimations de la SNCF, la fréquentation annuelle de la gare s'élève aux nombres indiqués dans le tableau ci-dessous.
| Année                      | 2015      | 2016      | 2017      | 2018      | 2019      | 2020      | 2021      | 2022      | 2023       |
| -------------------------- | --------- | --------- | --------- | --------- | --------- | --------- | --------- | --------- | ---------- |
| Voyageurs                  | 5 655 585 | 5 633 663 | 5 790 743 | 5 678 086 | 7 434 369 | 4 308 666 | 5 570 449 | 7 132 629 | 7 637 077  |
| Voyageurs et non voyageurs | 7 441 559 | 7 412 715 | 7 619 399 | 7 471 166 | 9 782 065 | 5 669 298 | 7 329 538 | 9 385 038 | 10 048 786 |

## Service des voyageurs

### Accueil
C'est une gare SNCF, avec un bâtiment voyageurs doté d'installations et services d'une grande gare. L'espace de vente est ouvert du lundi au vendredi de 10 h à 18 h.

### Desserte
Lyon-Perrache est une gare de grandes lignes, desservie par des TGV (services TGV inOui et Ouigo), le Frecciarossa et des Intercités ; elle est également une importante gare du réseau régional TER Auvergne-Rhône-Alpes.

### Intermodalité

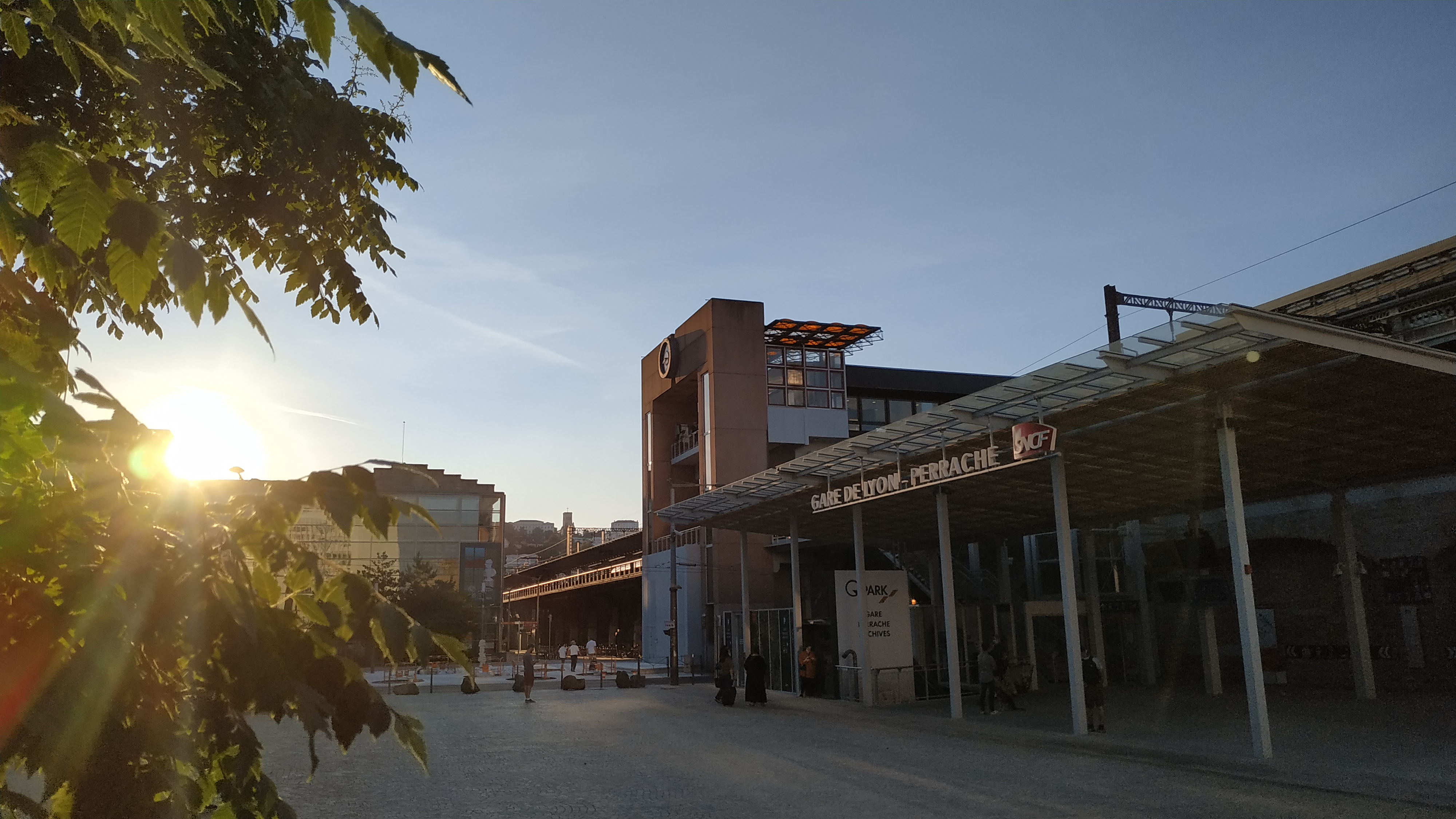
Vue de la nouvelle façade de la gare depuis la place des Archives.

La gare ferroviaire est accessible depuis le centre d'échanges de Perrache via une passerelle au niveau 1. Ce centre d'échanges regroupe notamment une station du métro de Lyon terminus de la ligne A, une station du tramway de Lyon desservie par les lignes T1 et T2, des parkings et une gare routière où des autobus TCL, des autocars du Rhône et des autocars longue distance ont leur arrêt.
En 2025, la gare routière déménage temporairement au Palais des sports de Gerland et une fermeture définitive est prévue pour 2030 avec une nouvelle gare routière du côté de Vénissieux.

## Dépôts lyonnais
Il existe plusieurs dépôts de locomotives (technicentres) à Lyon avec le technicentre TGV situé dans le quartier de Gerland du 7e arrondissement, le dépôt de Lyon-Vaise, le dépôt de Vénissieux et le dépôt de Lyon-Mouche. Le matériel peut de plus être remisé en gare de Lyon-Guillotière (chantiers de Lyon-Mouche, Lyon-Scaronne, Lyon-Croix-Barret) et sur les voies de l'ancienne gare des Brotteaux.

## Dans la culture

### Peinture
Une œuvre de Louis Beysson, La gare de Perrache, est au musée des Beaux-Arts de Lyon depuis 2003.

### Cinéma
Deux courts-métrages, produits par la Société Lumière, ont été tournés en gare en 1896 : Arrivée d’un train à Perrache et Panorama de l’arrivée en gare de Perrache pris du train.
Par ailleurs, le film Symphonie pour un massacre (1963) de Jacques Deray, avec Jean Rochefort, contient une scène tournée en gare de Perrache.